# Palais d'Al-Yamamah
Ne doit pas être confondu avec Al Yamamah.
 (janvier 2016).
Si vous disposez d'ouvrages ou d'articles de référence ou si vous connaissez des sites web de qualité traitant du thème abordé ici, merci de compléter l'article en donnant les références utiles à sa vérifiabilité et en les liant à la section « Notes et références ».
Le palais d'Al-Yamamah est la résidence officielle du roi d'Arabie saoudite. Le palais se situe dans la banlieue ouest de la ville de Riyad, la capitale du royaume et est également le siège de la cour royale d'Arabie saoudite et le siège du parlement avec l'assemblée consultative qui fait office de chambre parlementaire.

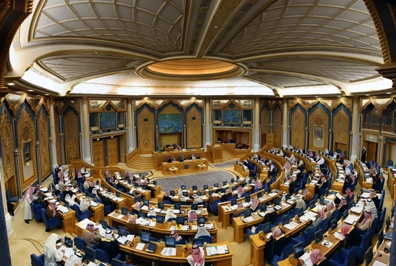
L'Assemblée consultative siège dans le palais d'Al-Yamamah.

Il ne doit pas être confondu avec le palais de Rawdat Khuraim qui est quant à lui la résidence privée du roi, située à 60 km au nord de Riyad en plein désert dans une oasis où le monarque saoudien reçoit souvent des chefs d'État étrangers notamment le président Barack Obama qui effectua une visite diplomatique le 28 mars 2014.
Le palais se divise en deux bâtiments de tailles différentes : un grand palais pour la cour royale, les réceptions officielles et la réunion du conseil des ministres (choura ad diwan), ainsi qu'un palais plus petit possédant un parc privé, réservé au souverain et à sa famille.

## Le palais

### Cour d'honneur
La cour d'honneur du palais est accessible depuis la route « ad Diwan » qui mène au centre de Riyad. On accède par un avant-corps constitué d'un portail de style Néo-classicique européen en forme de temple gréco-romain formé de grandes colonnes cannelées surmontées d'un fronton. Celui-ci est flanqué de deux ailes disposées de façon symétrique par rapport au bâtiment central : celle à l'Ouest accueille les écuries du palais, tandis que celle à l'Est est occupée par les cuisines et les remises.
La cour pavée donne sur la façade de bâtiment principal du grand palais constitué de trois niveaux (un rez-de-chaussée et deux étages).

### Façade du palais
La façade principale du grand palais est de style arabe/oriental. La façade porte un grand balcon avec une balustrade en pierre dominant la cour d'honneur. 

## Intérieur
L'intérieur du palais est entièrement décoré dans le style arabe. Il comporte plus d'une centaine de pièces dont de nombreux salons de réceptions.

### Jardins
À l'arrière du petit palais réservé au souverain se trouve un grand parc de près de sept hectares. Le parc comporte une piscine, un parc aquatique, un lac artificiel qui possède une île centrale mais aussi de grandes allées bordées d'arbres, de fleurs, de bosquets et de plusieurs fontaines et bassins.